# Unione Sportiva Milanese 1921-1922
Questa pagina raccoglie i dati riguardanti l'Unione Sportiva Milanese nelle competizioni ufficiali della stagione 1921-1922.

## Rosa
| N. |                   | Ruolo | Calciatore               |
| -- | ----------------- | ----- | ------------------------ |
|    | Italia (bandiera) | A     | Maurilio Bianchi         |
|    | Italia (bandiera) | C     | Ugo Bosi                 |
|    | Italia (bandiera) | C     | Alberto Bruciamonti (II) |
|    | Italia (bandiera) | A     | Bruno Chiapparoli        |
|    | Italia (bandiera) | A     | Osvaldo Dagradi          |
|    | Italia (bandiera) | P     | Mario De Simoni (I)      |
|    | Italia (bandiera) | D     | Natale De Simoni (III)   |
|    | Italia (bandiera) | A     | Angelo Ferrari (I)       |
|    | Italia (bandiera) | A     | Ferraro                  |
|    | Italia (bandiera) | A     | Manzini                  |

| N. |                   | Ruolo | Calciatore           |
| -- | ----------------- | ----- | -------------------- |
|    | Italia (bandiera) | A     | Paride Pasqualetto   |
|    | Italia (bandiera) | A     | Rinaldo Piazzalunga  |
|    | Italia (bandiera) | D     | Amilcare Pizzi (I)   |
|    | Italia (bandiera) | D     | Emilio Rech          |
|    | Italia (bandiera) | A     | Arturo Robecchi      |
|    | Italia (bandiera) | P     | Vincenzo Soffientini |
|    | Italia (bandiera) | D     | Carmelo Romeo        |
|    | Italia (bandiera) | A     | Verga (II)           |
|    | Italia (bandiera) | A     | Giuseppe Veronesi    |

## Risultati

### Prima Divisione

#### Girone A

##### Girone di andata
| Arbitro: | Moda (Milano) |

|                         |           |               |
| Dagradi 16’ Manzini 65’ | Marcatori | 30’ Moncamana |

| Arbitro: | Gamba (Padova) |

|             |           |                 |
| Alberti 69’ | Marcatori | 45’ Pasqualetto |

| Arbitro: | Moda (Milano) |

|                              |           |              |
| Veronesi 20’ Piazzalunga 90’ | Marcatori | 87’ Scazzola |

| Arbitro: | Brunetti (Torino) |

|            |           |                             |
| Marchi 76’ | Marcatori | 83’ Dagradi 86’ Pasqualetto |

| Mantova 30 ottobre 1921 5ª giornata | Mantova | 0 – 2 | US Milanese |  |

| Milano 6 novembre 1921 6ª giornata | US Milanese     | 0 – 0 | Milan | Campo di viale Lombardia\| Arbitro: \| A.Gama (Milano) \| |
| Arbitro:                           | A.Gama (Milano) |       |       |                                                           |

| Verona 13 novembre 1921 7ª giornata                                | Verona    | 2 – 1 referto | US Milanese | Campo di Borgo Venezia |
| \| \| \| \| \| Porta [1]Bernardi \| Marcatori \| Pasqualetto[2] \| |           |               |             |                        |
|                                                                    |           |               |             |                        |
| Porta Bernardi                                                     | Marcatori | Pasqualetto   |             |                        |

| Arbitro: | Varetto (Torino) |

|                 |           |              |
| Migliavacca 11’ | Marcatori | 64’ Robecchi |

| Milano 27 novembre 1921 9ª giornata | US Milanese | 2 – 1 | Spezia |  |

| Genova 4 dicembre 1921 10ª giornata | Andrea Doria | 1 – 0 | US Milanese | Campo sportivo della Cajenna |

| Arbitro: | Sanguineti (Genova) |

|          |           |                    |
| Bosi 70’ | Marcatori | 1’ Gay I 47’ Ceria |

##### Girone di ritorno
| Vicenza 18 dicembre 1921 12ª giornata | Vicenza | 2 – 1 | US Milanese | Campo di Borgo S. Felice |

| Arbitro: | Barnabò (Milano) |

|              |           |            |
| Veronesi 56’ | Marcatori | 77’ Pilati |

| Arbitro: | Varetto (Torino) |

|             |           |              |
| Merlini 72’ | Marcatori | 85’ Veronesi |

| Arbitro: | Canestrini (Novara) |

|                   |           |  |
| Veronesi 80’, 87’ | Marcatori |  |

| Milano 2 aprile 1922 16ª giornata | US Milanese | 0 – 2 | Mantova |  |

| Arbitro: | Sanguineti (Genova) |

|                           |           |  |
| Loiacono 30’ Papa III 61’ | Marcatori |  |

| Milano 26 febbraio 1922 18ª giornata | US Milanese | 0 – 0 | Verona | Campo di viale Lombardia |

| Arbitro: | A.Gama (Milano) |

|                          |           |                       |
| Bianchi 20’ Robecchi 86’ | Marcatori | 30’ Mattuteia 37’ ??? |

| La Spezia 12 marzo 1922 20ª giornata | Spezia | 1 – 1 | US Milanese | Stadio Alberto Picco |

| Milano 19 marzo 1922 21ª giornata | US Milanese | 2 – 4 | Andrea Doria |  |

| Arbitro: | Jaretti Sodano (Torino) |

|                                      |           |  |
| Gay I 22’, 32’ Rampini II 70’ (rig.) | Marcatori |  |

## Statistiche

### Statistiche di squadra
| Competizione        | Punti | In casa | In casa | In casa | In casa | In casa | In casa | In trasferta | In trasferta | In trasferta | In trasferta | In trasferta | In trasferta | Totale | Totale | Totale | Totale | Totale | Totale | DR |
| Competizione        | Punti | G       | V       | N       | P       | Gf      | Gs      | G            | V            | N            | P            | Gf           | Gs           | G      | V      | N      | P      | Gf     | Gs     | DR |
| ------------------- | ----- | ------- | ------- | ------- | ------- | ------- | ------- | ------------ | ------------ | ------------ | ------------ | ------------ | ------------ | ------ | ------ | ------ | ------ | ------ | ------ | -- |
| Prima Divisione CCI | 20    | 11      | 4       | 4       | 3       | 14      | 14      | 11           | 2            | 4            | 5            | 10           | 15           | 22     | 6      | 8      | 8      | 24     | 29     | -5 |